# Эбен-им-Понгау
Эбен-им-Понгау (нем. Eben im Pongau) — коммуна в Австрии, в федеральной земле Зальцбург.
Входит в состав округа Санкт-Йохан-Понгау. Население составляет 2005 человек (на 15 мая 2001 года). Занимает площадь 35,9 км². Официальный код — 50 406.

## Политическая ситуация
Бургомистр коммуны — Петер Фритценвальнер (АНП) по результатам выборов 2004 года.
Совет представителей коммуны (нем. Gemeinderat) состоит из 17 мест.
- АНП занимает 13 мест.
- СДПА занимает 3 места.
- АПС занимает 1 место.